# Falaise (Ardennes)
Pour les articles homonymes, voir Falaise (homonymie).
Falaise est une commune française située dans le département des Ardennes, en région Grand Est.

## Géographie
| Vouziers          |         | La Croix-aux-Bois |
|                   | Falaise | Longwé            |
| Savigny-sur-Aisne |         | Olizy-Primat      |

Le bourg principal de Falaise est situé en haut d'une falaise de gaize, sur le versant est de la vallée de l'Aisne. Le haut de cette falaise de gaize domine d'une cinquantaine de mètres la rivière, qui passe plus bas à environ 105 m d'altitude. Le territoire de la commune se partage entre la vallée de l'Aisne, ses prairies et ses quelques cultures, et le plateau en hauteur, se rattachant à l'Argonne.

### Hydrographie
La commune est dans la région hydrographique « la Seine du confluent de l'Oise (inclus) à l'embouchure » au sein du bassin Seine-Normandie. Elle est drainée par l'Aisne, le ruisseau de l'Indre, un bras de l'Aisne, le ruisseau des Ouvions, un bras de l'Aisne, le cours d'eau 01 de la commune de Falaise, le canal 02 de la commune de Falaise, un bras de l'Aisne, un bras de l'Aisne, l'Aisne, le cours d'eau 03 de la commune de Falaise, le Chalan et divers autres petits cours d'eau,.
L'Aisne est un  cours d'eau naturel navigable de 256 km de longueur, traversant les cinq départements Meuse, Marne, Ardennes, Aisne, Oise. Elle est un affluent de rive gauche de l'Oise, ce qui fait d'elle un sous-affluent de la Seine. Elle traverse la commune, s'écoulant du sud au nord sur une longueur d'environ 5,5 km.
Le ruisseau de l'Indre, d'une longueur de 13 km, prend sa source dans la commune de Semide, à 125 m d'altitude, et se jette  dans l'Aisne sur la commune, à 98 m d'altitude, après avoir traversé six communes.

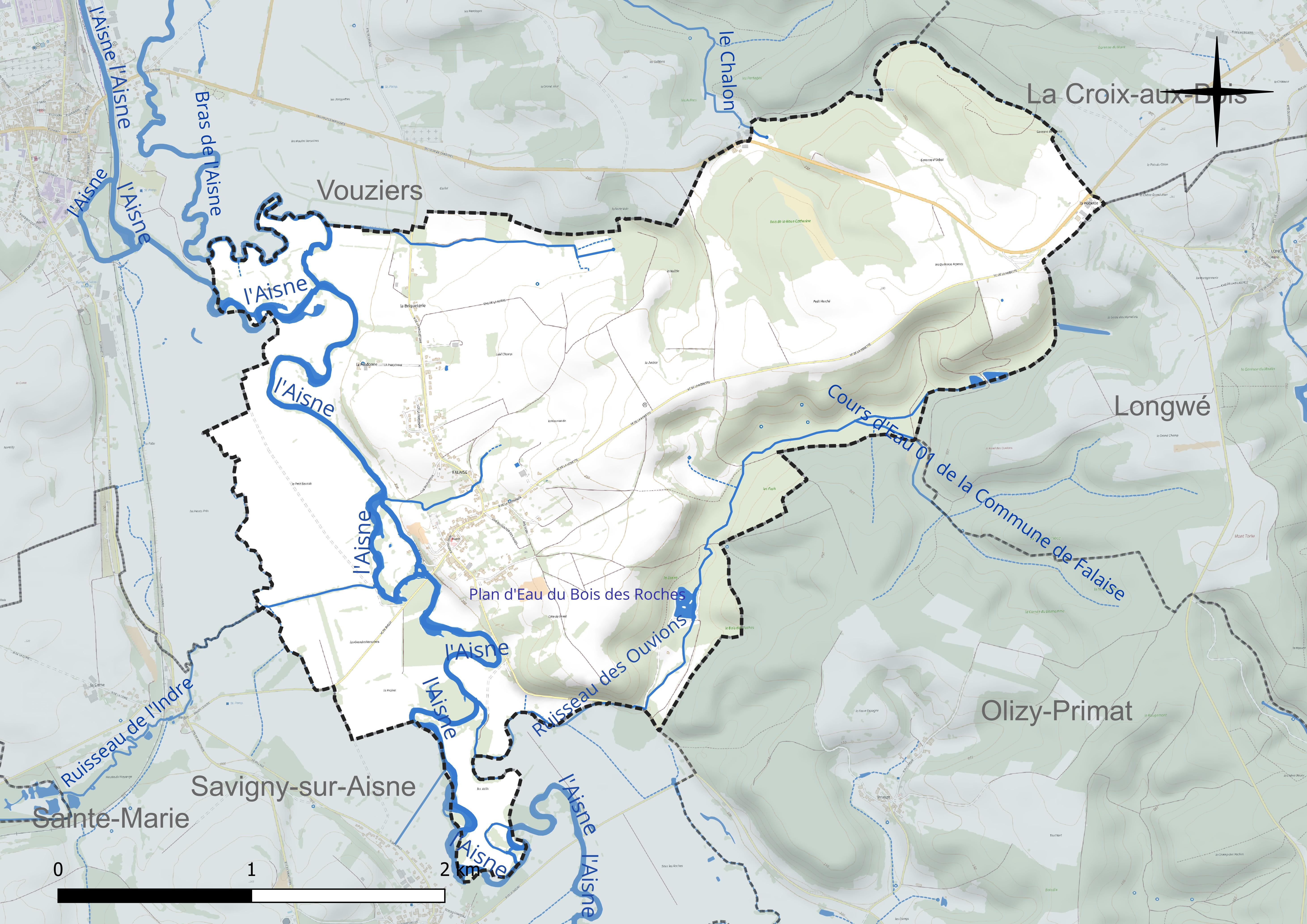
Réseau hydrographique de Falaise.

Deux plans d'eau complètent le réseau hydrographique : le plan d'eau 1 de la commune de Falaise, d'une superficie totale de 1 ha (0,7 ha sur la commune) et le plan d'eau du Bois des Roches (1,4 ha),.

### Climat
Pour des articles plus généraux, voir Climat du Grand Est et Climat des Ardennes.
En 2010, le climat de la commune est de type climat des marges montargnardes, selon une étude du Centre national de la recherche scientifique s'appuyant sur une série de données couvrant la période 1971-2000. En 2020, Météo-France publie une typologie des climats de la France métropolitaine dans laquelle la commune est exposée à un climat océanique altéré et est dans la région climatique Nord-est du bassin Parisien, caractérisée par un ensoleillement médiocre, une pluviométrie moyenne régulièrement répartie au cours de l’année et un hiver froid (3 °C).
Pour la période 1971-2000, la température annuelle moyenne est de 10,1 °C, avec une amplitude thermique annuelle de 15,7 °C. Le cumul annuel moyen de précipitations est de 814 mm, avec 13,1 jours de précipitations en janvier et 9 jours en juillet. Pour la période 1991-2020, la température moyenne annuelle observée sur la station météorologique de Météo-France la plus proche, « Montcheutin_sapc », sur la commune de Montcheutin à 12 km à vol d'oiseau, est de 11,0 °C et le cumul annuel moyen de précipitations est de 721,9 mm. 
La température maximale relevée sur cette station est de 41,2 °C, atteinte le 25 juillet 2019 ; la température minimale est de −15,5 °C, atteinte le 20 décembre 2009,,.
Les paramètres climatiques de la commune ont été estimés pour le milieu du siècle (2041-2070) selon différents scénarios d'émission de gaz à effet de serre à partir des nouvelles projections climatiques de référence DRIAS-2020. Ils sont consultables sur un site dédié publié par Météo-France en novembre 2022.

## Urbanisme

### Typologie
Au 1er janvier 2024, Falaise est catégorisée commune rurale à habitat dispersé, selon la nouvelle grille communale de densité à 7 niveaux définie par l'Insee en 2022.
Elle est située hors unité urbaine. Par ailleurs la commune fait partie de l'aire d'attraction de Vouziers, dont elle est une commune de la couronne,. Cette aire, qui regroupe 45 communes, est catégorisée dans les aires de moins de 50 000 habitants,.

### Occupation des sols
L'occupation des sols de la commune, telle qu'elle ressort de la base de données européenne d’occupation biophysique des sols Corine Land Cover (CLC), est marquée par l'importance des territoires agricoles (72,5 % en 2018), une proportion sensiblement équivalente à celle de 1990 (71,7 %). La répartition détaillée en 2018 est la suivante : 
prairies (37,8 %), terres arables (32 %), forêts (25,4 %), zones agricoles hétérogènes (2,8 %), milieux à végétation arbustive et/ou herbacée (2,1 %). L'évolution de l’occupation des sols de la commune et de ses infrastructures peut être observée sur les différentes représentations cartographiques du territoire : la carte de Cassini (XVIIIe siècle), la carte d'état-major (1820-1866) et les cartes ou photos aériennes de l'IGN pour la période actuelle (1950 à aujourd'hui).

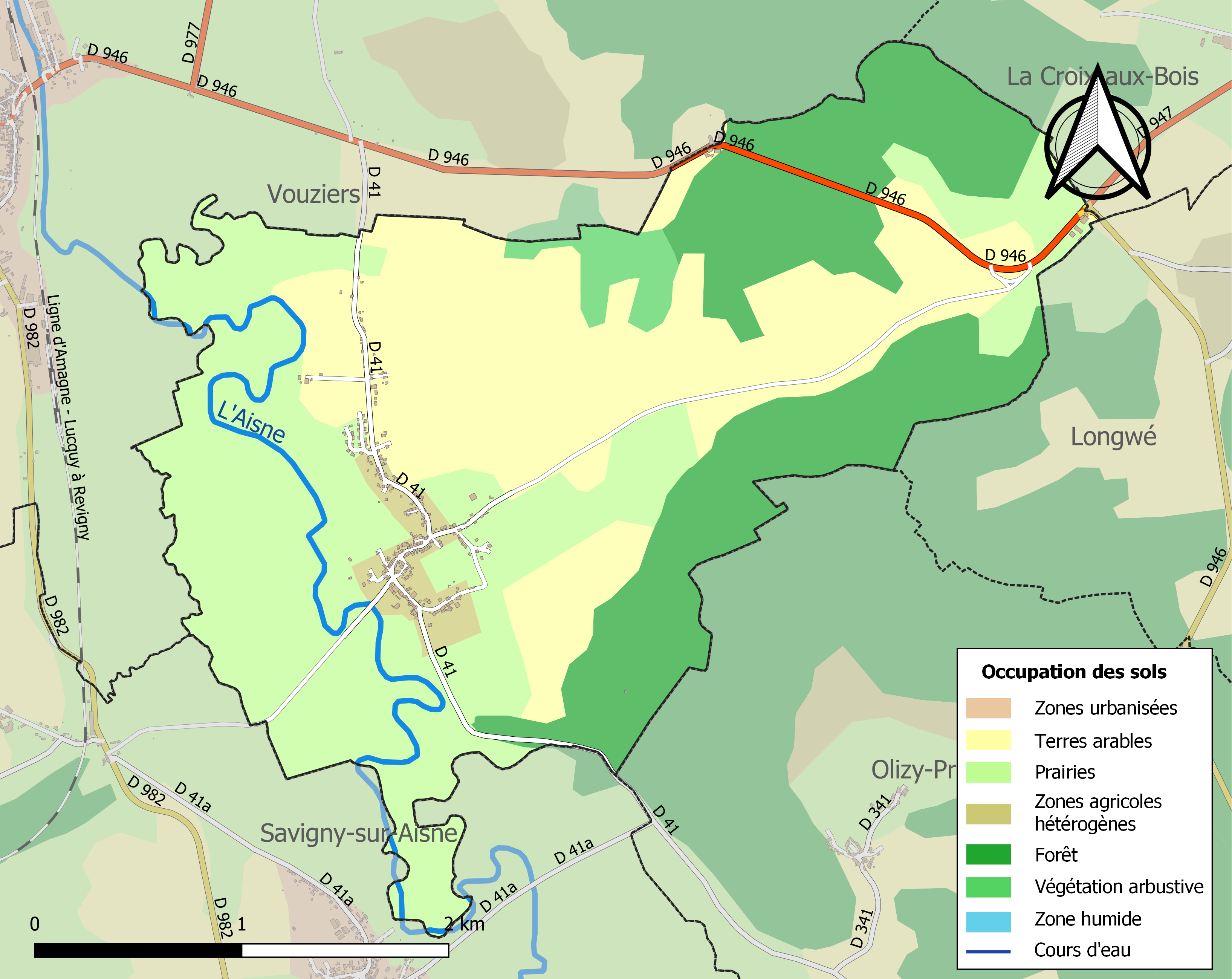
Carte des infrastructures et de l'occupation des sols de la commune en 2018 (CLC).

## Toponymie
La commune tire son nom de cette position au sommet d'une falaise.
On trouve différentes variantes médiévales du nom qui permettent de suivre l'évolution du nom au cours du temps : Falesia en 840, Falisia en 1023, Faloisa en 1175, Faloisia en 1278, Falessia en 1255, Faloise en 1239, Faloize en 1375, Fallaise au XVIIe siècle et Falaise à partir du XVIIIe siècle.

## Histoire
Comme dans d'autres lieux dominant la vallée de l'Aisne, des traces d'implantation au début de notre ère ont été trouvées sur le territoire de la commune.
Vers le milieu du IXe siècle, un moine dérobe dans une église de Rome les restes d'Hélène (mère de Constantin) qu’il rapporte à l’abbaye bénédictine d’Hautviller dans le diocèse de Reims, pour favoriser le développement de pèlerinage et augmenter ainsi les ressources de cette abbaye. Cette translation de reliques aurait comporté un dépôt temporaire de ces reliques dans le pays de Voncq (in pagum Vonciacum) et plus précisément à Falaise (Fallesiam) selon le récit établi par un autre moine, Altmann (Altmannus),.
Au XVIe siècle, le village de Falaise (Falloise) est inclus dans les possessions de la famille d'Orthe (ou d'Ort), famille ayant embrassé la religion protestante. Ce culte s'implante sur place et des familles protestantes y subsistent jusqu'au milieu du XVIIe siècle.
Le village est longtemps un passage obligé pour les voyageurs désireux de traverser l'immense forêt d'Argonne, par la trouée de La Croix-aux-Bois. Le 27 août 1870, la 3e division d'infanterie du général Dumont, faisant partie de l'armée de Châlons (dirigée par le maréchal de Mac Mahon), campe sur le territoire de la commune. 24 heures plus tard, le 28 août, des troupes allemandes sont sur place, tuent un habitant et mettent le feu au village. Au cours des deux guerres mondiales, Falaise n'est guère épargnée non plus. Le Kronprinz y fait construire en 1916 un bunker appelé « die Zane ». Le village est libéré le 1er novembre 1918, après des combats acharnés, notamment à la ferme de La Pardone. En 1944, des commandos américains franchirent l'Aisne pour délivrer le village.

## Politique et administration
| Période                                  | Période                       | Identité                                         | Étiquette | Qualité       |
| ---------------------------------------- | ----------------------------- | ------------------------------------------------ | --------- | ------------- |
| avant 1843                               | après 1846                    | Nicolas Daubilly                                 |           |               |
| avant 1862                               | 1867                          | Hubert Fiquemont                                 |           |               |
| 1867                                     | avant 1871                    | Jacques Journet                                  |           |               |
| avant 1871                               | 1894                          | Etienne-Ange Baudart                             |           |               |
| 1894                                     | après 1899                    | Etienne Chausson                                 |           |               |
|                                          |                               | Lucien Daubilly                                  |           |               |
| mars 2001                                | 2014                          | René Busquet                                     |           |               |
| mars 2014                                | En cours (au 31 janvier 2025) | Jacques Lantenois Réélu pour le mandat 2020-2026 |           | Fonctionnaire |
| Les données manquantes sont à compléter. |                               |                                                  |           |               |

## Démographie
L'évolution du nombre d'habitants est connue à travers les recensements de la population effectués dans la commune depuis 1793. Pour les communes de moins de 10 000 habitants, une enquête de recensement portant sur toute la population est réalisée tous les cinq ans, les populations de référence des années intermédiaires étant quant à elles estimées par interpolation ou extrapolation. Pour la commune, le premier recensement exhaustif entrant dans le cadre du nouveau dispositif a été réalisé en 2008.

En 2022, la commune comptait 342 habitants, en évolution de +3,95 % par rapport à 2016 (Ardennes : −2,97 %, France hors Mayotte : +2,11 %).
| 1793 | 1800 | 1806 | 1821 | 1831 | 1836 | 1841 | 1846 | 1851 |
| ---- | ---- | ---- | ---- | ---- | ---- | ---- | ---- | ---- |
| 456  | 496  | 492  | 482  | 511  | 536  | 534  | 566  | 550  |

| 1866 | 1872 | 1876 | 1881 | 1886 | 1891 | 1896 | 1901 | 1906 |
| ---- | ---- | ---- | ---- | ---- | ---- | ---- | ---- | ---- |
| 562  | 498  | 518  | 509  | 486  | 527  | 452  | 457  | 508  |

| 1911 | 1921 | 1926 | 1931 | 1936 | 1946 | 1954 | 1962 | 1968 |
| ---- | ---- | ---- | ---- | ---- | ---- | ---- | ---- | ---- |
| 470  | 352  | 375  | 372  | 344  | 338  | 349  | 322  | 306  |

| 1975 | 1982 | 1990 | 1999 | 2006 | 2008 | 2013 | 2018 | 2022 |
| ---- | ---- | ---- | ---- | ---- | ---- | ---- | ---- | ---- |
| 269  | 253  | 326  | 326  | 342  | 346  | 325  | 333  | 342  |

## Culture locale et patrimoine

### Lieux et monuments
- Église gothique du XVIe siècle dédiée à saint Victor.
- Chapelle du cimetière de Falaise.
- Point de vue sur la vallée de l'Aisne.
- Chapelle allemande de 1917 rénovée en juillet 2014.
- Croix Strady (calvaire).

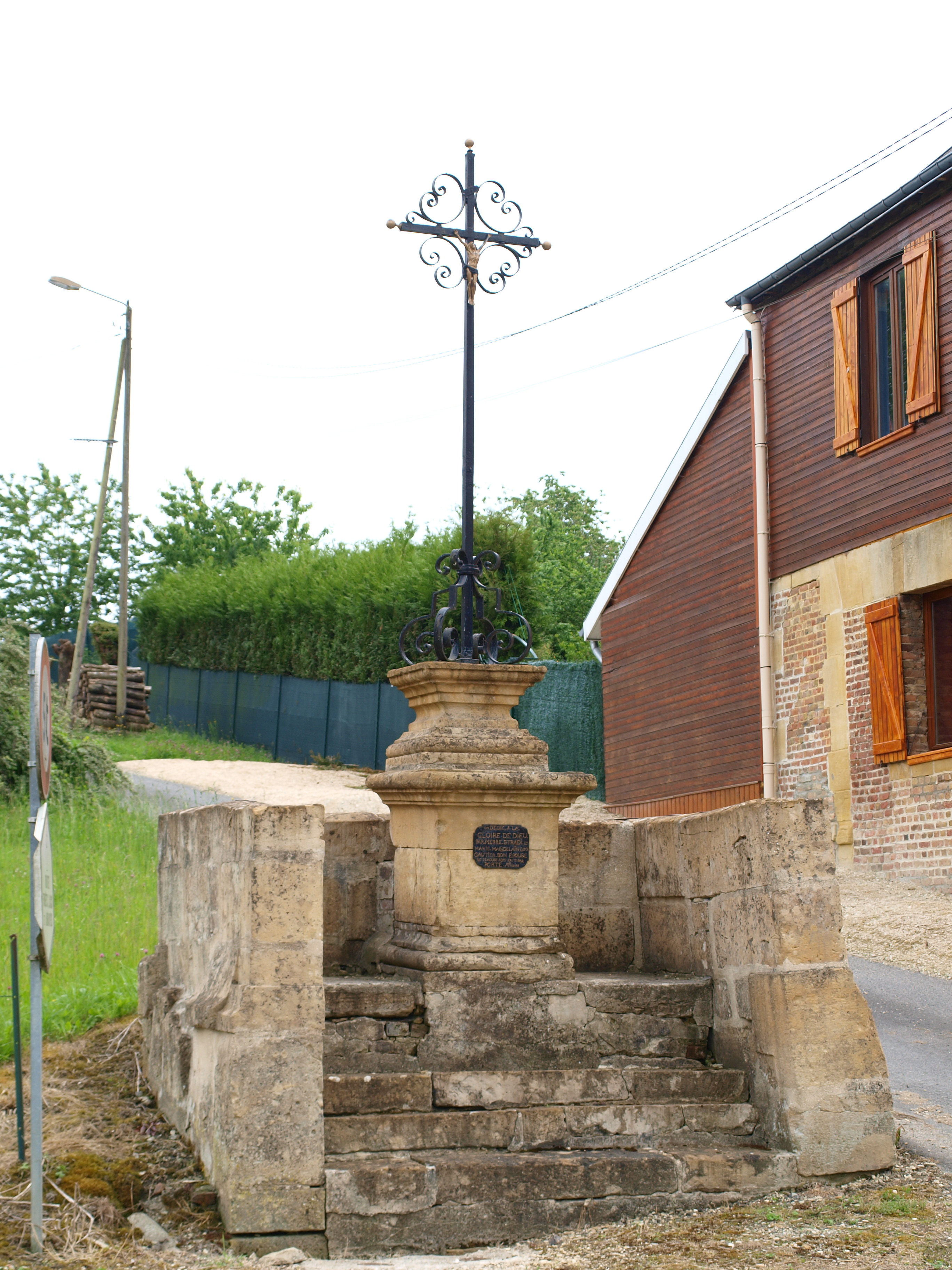
Croix Strady.
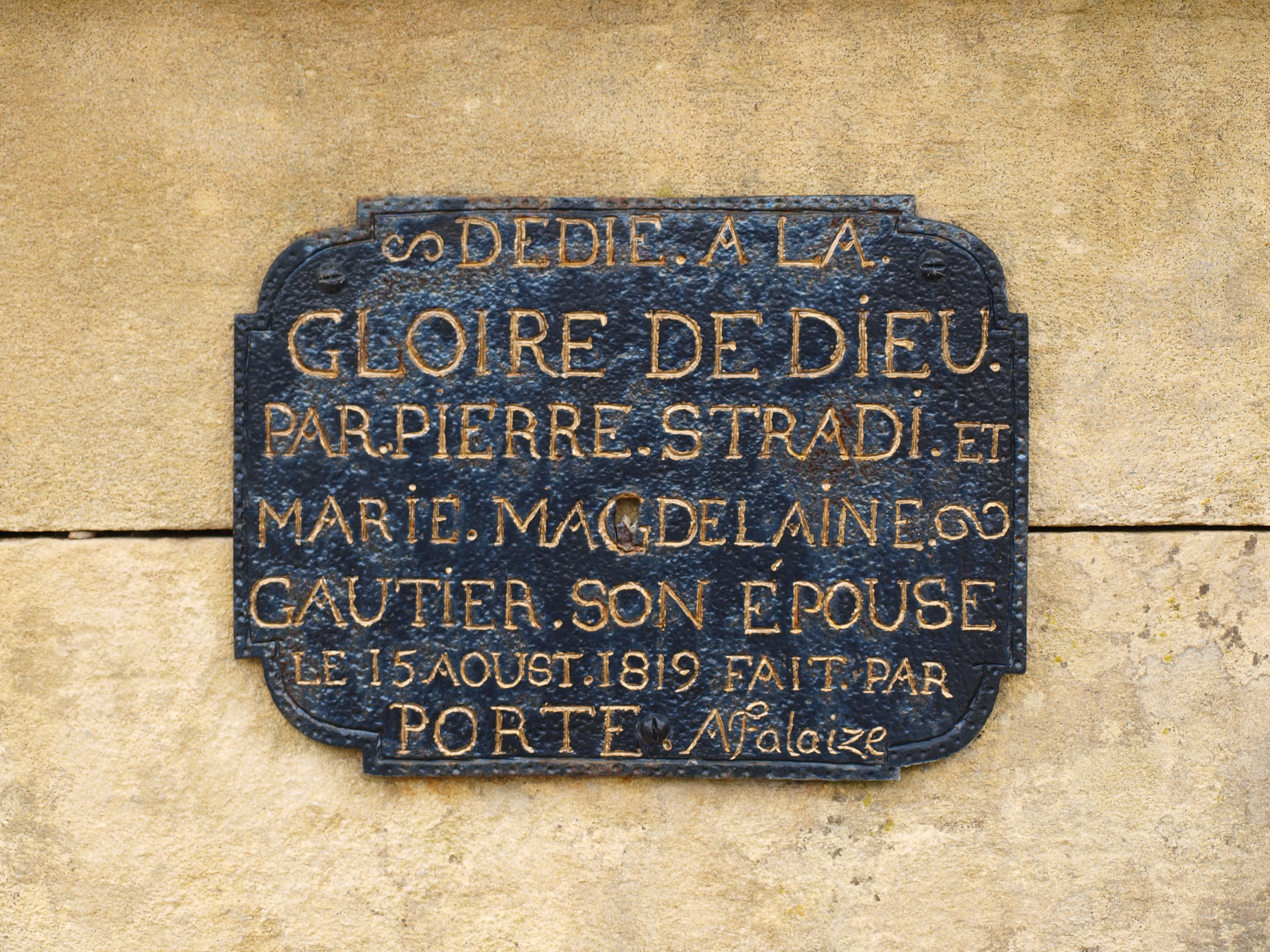
Plaque sur la croix Strady.
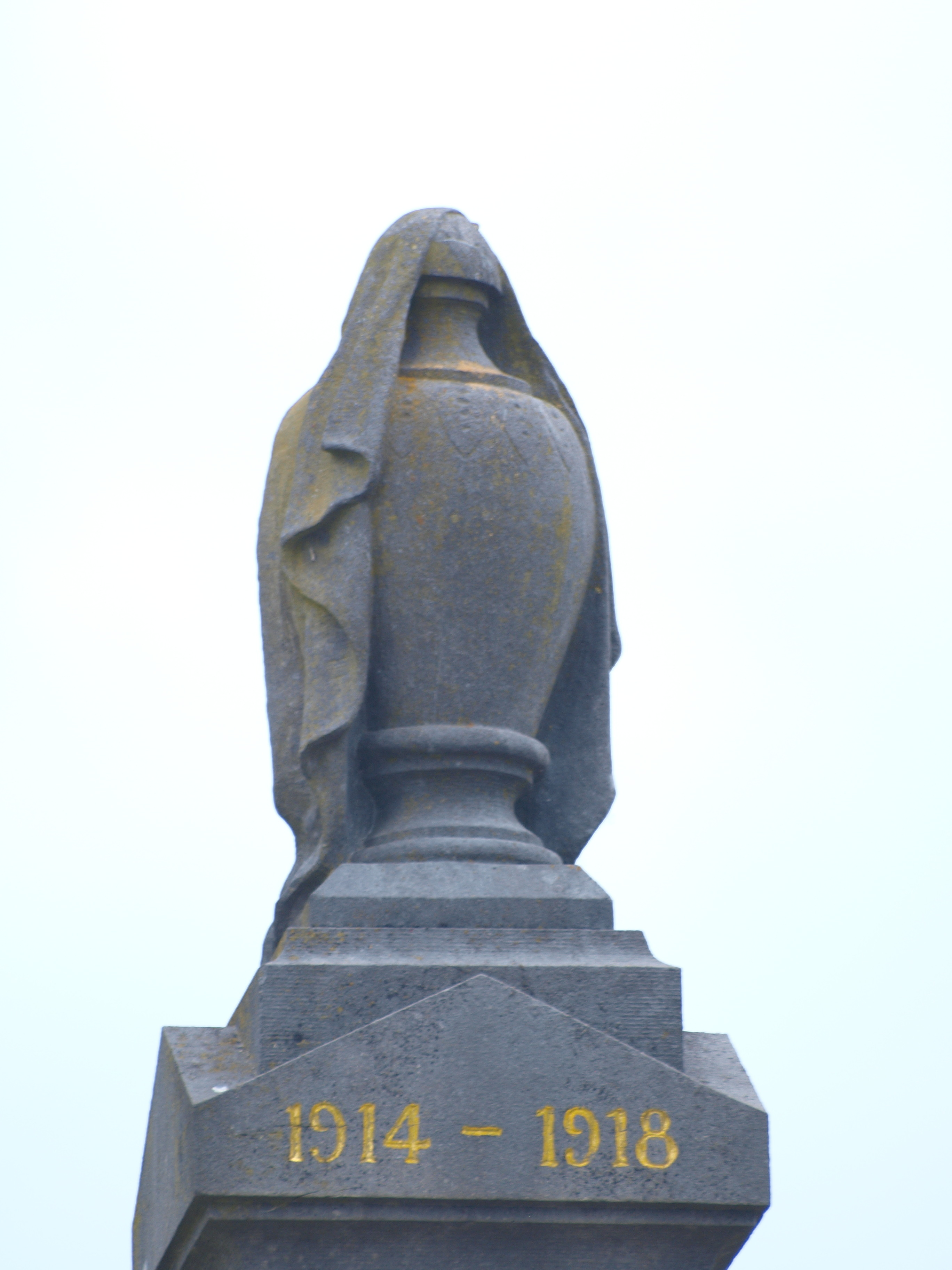
Monument aux morts.
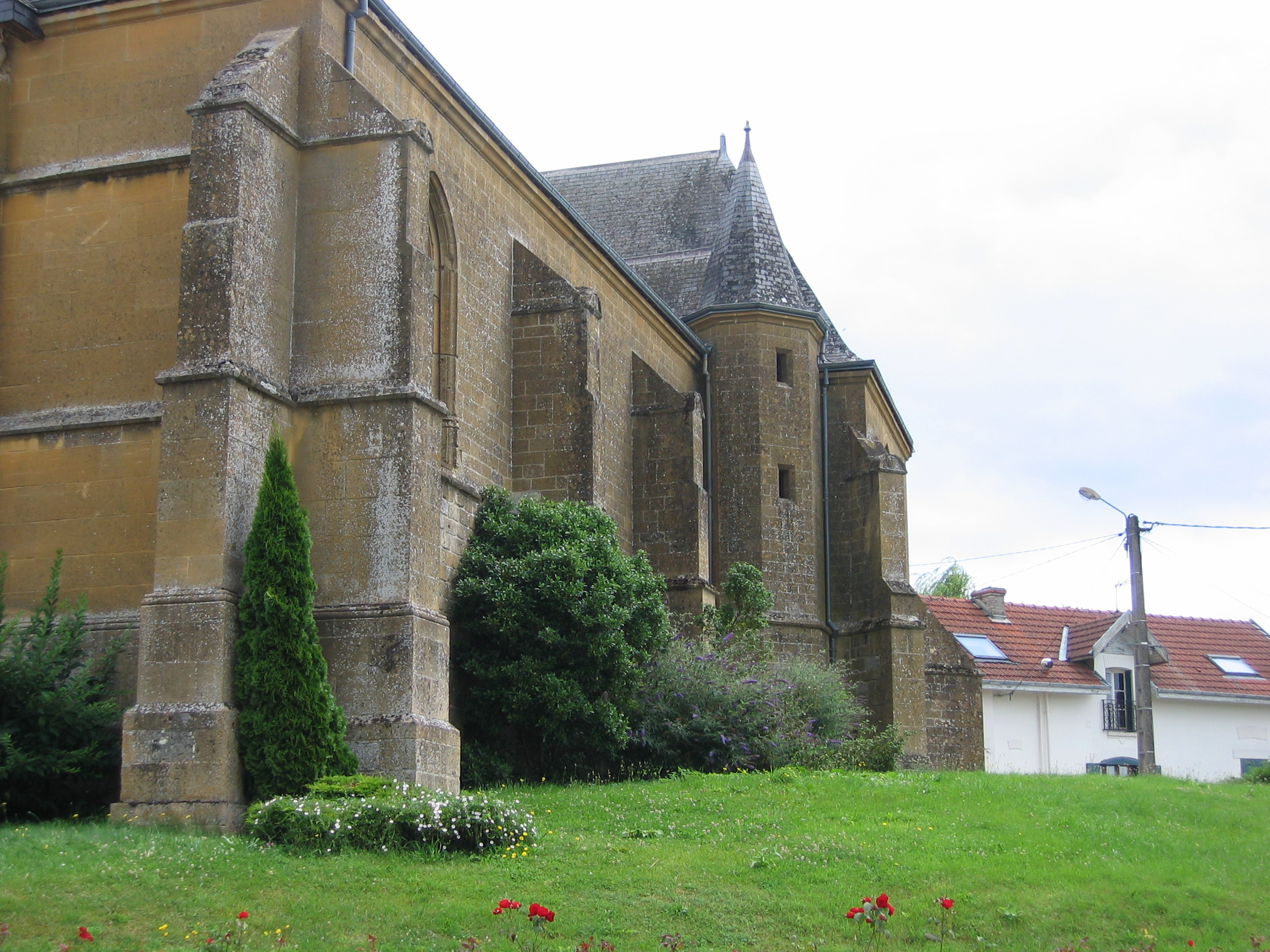
Église Saint-Victor.

### Héraldique
| Armes de Falaise | Les armes de Falaise se blasonnent ainsi : Tranché : au 1er d’argent au lion de gueules posé sur le trait de la partition et un pont d’une arche d’azur mouvant de la pointe et des flancs, au 2e de sinople à l’étoile d’or. |